# Ellsworth Johnson
Ellsworth Raymond Johnson, beter bekend onder het pseudoniem Bumpy Johnson (Charleston, 31 oktober 1905 – New York, 7 juli 1968), was een Amerikaans gangster die furore maakte in Harlem, New York.

## Jeugd
Johnson werd geboren in Charleston op 31 oktober 1905. Al vroeg kwam men erachter dat hij zeer intelligent was en op achtjarige leeftijd had Johnson al twee klassen overgeslagen. Toen hij 10 was werd zijn oudere broer Willie verdacht van moord op een blanke man. Omdat zijn ouders bang waren voor een lynchpartij werd Willie naar familieleden in het noorden gestuurd. In de navolgende jaren werden zijn ouders ongerust over Johnsons steeds groter wordende haat jegens blanke mensen en stuurden hem in 1919 naar zijn oudere zus Mabel in Harlem.

## Criminele carrière
In Harlem kwam hij in aanraking met jeugdbendes die taakjes uitvoerden voor grotere criminelen. Zo kwam Johnson onder de hoede van Queen Madame Stephanie St. Clair te staan. Een machtige vrouw die een illegale loterij runde in Harlem. Nadat Johnson in 1932 vrijgelaten werd, na het uitzitten van zijn straf voor enkele kleine misdaden, hoorde hij dat Dutch Schultz zich in Harlem probeerde te vestigen. Iedereen die zijn illegale zaakjes niet overdroeg aan Dutch Schultz werd zwaar mishandeld of vermoord.
Nadat Schultz bij een loterij was binnengevallen, waarbij Queen St. Clair zichzelf moest verstoppen in een vuilnisbak, was de maat vol. Johnson ronselde enkele gangsters en gefinancierd door St. Clair ging hij gewapend de strijd aan. Ondanks dat ze zwaar in de minderheid waren wisten ze zich staande te houden totdat er in 1935 een wapenstilstand werd afgekondigd. In oktober van dat jaar werd Schultz samen met drie lijfwachten geliquideerd onder bevel van Lucky Luciano.
Luciano nam na de liquidatie alle illegale zaken van Schultz over, en maakte een deal met Johnson dat de overige illegale zaken die nog in handen waren van de Harlemse criminelen niet overgenomen zouden worden door de Cosa Nostra. Die deal maakte Johnson in de ogen van de Harlemse bevolking tot een held. Deze waren zeer onder de indruk dat een 27-jarige negroïde man een oorlog kon winnen van Joodse gangsters, en tegelijkertijd een deal kon sluiten met de machtige Italiaanse maffia.

## Hedendaags in media
- In de film Shaft uit 1971 speelde Moses Gunn "Bumpy Jonas", een karakter gebaseerd op Johnson.
- In de film The Cotton Club (1984) speelt Laurence Fishburne "Bumpy Rhodes", een karakter gebaseerd op Johnson.
- De ruzie tussen Bumpy Johnson en Dutch Schultz werd verfilmd in Hoodlum (1997). In de film wordt Johnson eveneens geportretteerd door Fishburne.
- In een aflevering van Unsolved Mysteries werd een theorie besproken dat Johnson betrokken was bij de ontsnapping van drie gevangenen uit de Alcatraz gevangenis. Er is een gerucht dat hij een boot geregeld zou hebben om de drie mannen op te halen uit de baai van San Francisco. Deze boot zou de ontsnapte gevangenen afgezet hebben bij Pier 13 in het Hunters Point District.
- Johnson werd geportretteerd door Clarence Williams III in de film American Gangster (2007).
- In de televisieserie Godfather of Harlem (2019) wordt Johnson gespeeld door Forest Whitaker.